# Yasothon (tỉnh)
Yasothon (tiếng Thái: ยโสธร, đọc là Da-xo-thon) là một tỉnh (changwat) thuộc vùng Isan của Thái Lan. Các tỉnh giáp giới (từ phía bắc theo chiều kim đồng hồ) là: Mukdahan, Amnat Charoen, Ubon Ratchathani, Sisaket và Roi Et.

## Các đơn vị hành chính địa phương
Tỉnh này được chia ra 9 huyện (amphoe), 78 xã (tambon), và 835 thôn (muban) (ấp, làng, buôn, sóc, bản, mường).